# 합천 묵와 고택
합천묘산묵와고가(陜川妙山默窩古家)는 대한민국 경상남도 합천군 묘산면 화양리에 있는 조선시대의 가옥이다. 1984년 12월 24일 대한민국의 국가민속문화재 제206호로 지정되었다.

## 개요
조선 선조때 선전관을 역임하고 인조 때 영국원종일등공신(寧國原從一等功臣)으로 봉작된 윤사성(尹思晟)이 지었다고 전하는 옛집으로, 윤사성은 후손이 없고, 동생 윤사량(尹思亮)의 후손이 대대로 살고 있다. 묵와(默窩)는 윤사량의 6대손 윤우(尹楀)의 호이다. 독립운동가 만송(晩松) 윤중수(尹中洙)의 생가이다. 윤중수는 윤우의 4대손이다. 처음 지을 당시에는 집터가 600평이었고 명당의 산기슭에 의지하여 높게 지었다고 한다. 한때는 가업이 융성하여 집의 규모가 백여칸에 이르렀으며, 지금도 우람한 집이 자리잡고 있다.
솟을대문을 들어가면 왼쪽으로 산기슭에 사랑채가 자리잡고 있다. 마당보다 훨씬 높게 기단을 쌓고 'ㄱ'자형으로 지었는데, 왼쪽으로 약간 치우쳐서 내루가 앞쪽으로 돌출되어 있다. 사랑채의 오른쪽으로 중행랑채가 이어지고 거기에 중문이 있어 안마당으로 들어가도록 되어 있다. 안채는 행랑채보다 한단 높은 기단위에 자리잡고 있으며 'ㄱ'자형이다. 안마당 오른쪽에는 창고가 있으며, 안채 왼쪽 뒤 조금 떨어진 곳에는 사당이 있다.
조선 중기 사대부 주택을 연구하는데 좋은 자료가 되는 실례이다.

## 참고 자료
- 합천 묵와 고택 - 국가유산청 국가유산포털